# Nattapon Worasut
Nattapon Worasut (thailändisch ณัฐพล วรสุทธิ์, * 19. Januar 1997) ist ein thailändischer Fußballspieler.

## Karriere
Nattapon Worasut erlernte das Fußballspielen in der Jugend vom Erstligisten Bangkok United. Seinen ersten Vertrag unterschrieb er im Februar 2018 beim Nakhon Pathom United FC. Der Verein aus Nakhon Pathom, einer Stadt in der zentralthailändischen Provinz Nakhon Pathom, spielte in der Western Region der vierten Liga. Am Ende der Saison 2018 wurde man Meister der Region und stieg somit in die dritte Liga auf. 2019 wurde man Meister der Lower Region und stieg in die zweite Liga auf. Am Ende der Saison 2020/21 wurde man Tabellendritter und man qualifizierte sich für die Aufstiegs-PlayOff zur ersten Liga. Hier scheiterte man an den Khon Kaen United FC. Im August 2021 wechselte er nach Pathum Thani zum Erstligisten BG Pathum United FC. Am 20. Mai 2023 stand BG das Endspiel des Thai League Cup. Das Finale wurde gegen Buriram United mit 2:0 verloren. Im Januar 2024 wechselte er auf Leihbasis zum mittlerweile ebenfalls in der ersten Liga spielenden Nakhon Pathom United FC. Nach insgesamt acht Ligaspielen wurde sein Leihvertrag im Sommer 2024 nicht verlängert. Nach der Rückkehr zu BG wurde sein Vertrag nicht erlängert. Anfang August 2024 unterschrieb er in Ayutthaya  einen Vertrag beim Zweitligisten Ayutthaya United FC. Am Ende der Saison 2024/25 feierte er mit Ayutthaya die Vizemeisterschaft der zweiten Liga sowie den Aufstieg in die erste Liga.

## Erfolge
Nakhon Pathom United FC
- Thai League 4 – West:  2018  ▲
- Thai League 3 – Lower: 2019  ▲

BG Pathum United FC
- Thailändischer Vizemeister: 2021/22
- Thailändischer Ligapokalfinalist: 2022/23

Ayutthaya United FC
- Thailändischer Zweitligavizemeister: 2024/25  ▲